# 양면 시장
양면 시장(two-sided market)은 양면 네트워크(two-sided network)로도 불리며, 두 개의 개별 사용자 집단을 가지고 각 집단에 네트워크 혜택(network benefit)들을 제공하는 중개 경제 플랫폼(intermediary economic platform)이다. 주로 두 가지 (또는 그 이상의) 상이한 유형의 가입 고객들(affiliated customers) 간의 직접적인 상호 작용을 가능케 함으로써 가치를 창출하는 조직을 다면 플랫폼(mult-sided platform)이라고 한다. 이러한 양면 시장 개념은 주로 프랑스 경제학자 장 티롤(Jean Tirole)과 장 샤를 로셰(Jean-Charles Rochet)에 의해 이론화되었다.

## 같이 보기
- 네트워크 효과
- 공유 경제